# كريستوفر طومسون
كريستوفر طومسون (بالفرنسية: Christopher Thompson)‏ هو كاتب سيناريو ومخرج وممثل فرنسي وأمريكي، ولد في 13 أغسطس 1966 بنيويورك في الولايات المتحدة.

## أعمال

### أفلام
- (1995) كسوف كلي[5]
- (2004) هارولد وكومار يذهبان إلى مطعم القلعة البيضاء

## وصلات خارجية
- كريستوفر طومسون على موقع IMDb (الإنجليزية)
- كريستوفر طومسون على موقع ألو سيني (الفرنسية)
- كريستوفر طومسون على موقع أول موفي (الإنجليزية)
- كريستوفر طومسون على موقع قاعدة بيانات الأفلام السويدية (السويدية)
- كريستوفر طومسون على موقع قاعدة بيانات الفيلم (الإنجليزية)
- كريستوفر طومسون على موقع كينوبويسك (الروسية)